# Andrea Beyer
Andrea Beyer (* 1954 in Kaiserslautern) ist eine deutsche Wirtschaftswissenschaftlerin, Professorin und Autorin.

## Studium
Beyer studierte von 1975 bis 1981 Wirtschaftspädagogik an der Johannes Gutenberg-Universität Mainz. 1988 promovierte sie zum Dr. rer. pol. mit dem Thema „Gewerkschaftliche Tarifpolitik in strukturschwachen Branchen“.  Bis dahin war Andrea Beyer wissenschaftliche Mitarbeiterin am Lehrstuhl für Wirtschaftspolitik bei Werner Zohlnhöfer an der Johannes Gutenberg-Universität Mainz.

## Beruf
Zwischen 1989 und 1992 war sie Redakteurin bei der Frankfurter Allgemeinen Zeitung, Informationsdienste. Beyer ist seit 1992 Professorin für Betriebswirtschaftslehre und Medienökonomie an der Hochschule Mainz. Seit 2006 leitet sie den Studiengang Bachelor BWL. Im gleichen Jahr startete Andrea Beyer gemeinsam mit Lothar Rolke eine Reihe von jährlich stattfindenden Studienreisen durch die BRICS-Staaten. Nach den BRICS-Staaten folgten Vietnam, Mexiko, Korea und Indonesien. 2008 wurde sie zur Vizepräsidentin der Fachhochschule Mainz gewählt. 2012 wurde Beyer erneut für vier Jahre im Amt bestätigt. Neben der Mitgliedschaft in der Landeskommission für duale Studiengänge ist sie in weiteren Gremien und Ausschüssen vertreten. Beyer ist Redakteurin für die Fachzeitschrift „update“ des Fachbereichs Wirtschaft sowie für das Jahrbuch des Fachbereichs.

## Veröffentlichungen
Gemeinsam mit anderen Wissenschaftlern veröffentlichte Beyer bisher zahlreiche Fachbücher und Fachaufsätze für verschiedene Publikationen.